# Apophysius rufus
Apophysius rufus là một loài tò vò trong họ Ichneumonidae.